# Noctua baraudi
Noctua baraudi är en fjärilsart som beskrevs av Charles Boursin 1963. Noctua baraudi ingår i släktet Noctua och familjen nattflyn. Inga underarter finns listade i Catalogue of Life.